# غوب (روستا)
 غوب (در عربی: اَلغُوب ) روستای کوهستانی از توابع شهر دبا الفجیره از توابع امارت فجیره از امارات هفتگانه دولت امارات متحده عربی واقع شده‌است. این روستا در فاصلهٔ ۹۰ کیلومتری شمال شهر فجیره واقع شده‌است. روستا در وسط سلسله کوه‌های سر بفلک کشیدهٔ کوه حجر واقع می‌باشد. از مشهوترین قبله‌های عرب ساکنان روستا قبیلهٔ الیماحی هست که نژاد آنان به قبیله بزرگ ازد بر می‌گردد.

## جمعیت
جمعیت روستا در حدود ۲۵۶ نفر (۳۲ خانوار) می‌باشند که از اهل سنت و مالکی مذهب هستند. پیشه مردم روستا کشاورزی، دامداری و تجارت است. همچنین مردم روستا از کوه‌های محیط روستا عسل جمع می‌کنند و در بازار روستا می‌فروشند.

## آثار تاریخی
آثاری از خانه‌های قدیمی در ضلع شمالی روستا وجود دارد که تاریخ بنای آن به صدها سال پیش بر می‌گردد، خانه از سنگ وگل ولای ساخته شده‌است وسقف آن‌ها از کنده وشاخه‌های درخت نخل خرما تشکیل داده بوده‌است. در این روستا باغ‌های مرکبات ومیوه‌های گوناگون ومزارع نخل خرما فراوان است. اطراف روستا جنکلی از درخت سلم، سمر احاطه نموده‌است.